# Simone Simons
Simone Johanna Maria Simons (Heerlen, Limburg, Països Baixos, 17 de gener de 1985) coneguda simplement com a Simone Simons, és una cantant i compositora neerlandesa.
És més coneguda per ser la veu principal de la banda holandesa de metall simfònic Epica, a la qual va ingressar l'any 2003 amb tan sols 17 anys, a partir d'aquest moment ha llançat, amb l'agrupació, sis àlbums d'estudi i ha realitzat gires mundials. A més, en la seva carrera com a cantant, ha col·laborat amb bandes com Primal Fear, Angra, Leaves' Eyes, MaYaN i Kamelot amb la qual no només va participar en molts dels seus àlbums sinó que també va acompanyar a la banda en una gira en 2011. El seu marit Oliver Palotai és el tecladista de la banda kamelot. També ha compartit escenari amb cantants com Cristina Scabbia, Floor Jansen, Fabio Lione, Tommy Karevik, entre d'altres.
Ella posseeix un rang vocal de mezzosoprano encara que ha experimentat molt la seva veu des del llançament de l'àlbum The Divine Conspiracy. En 2016 la revista nord-americana Regirar va posicionar a Simone en el lloc No.11 de les dones més sexys del Hard Rock i Heavy Metall.

## Biografia
Simone va néixer a Hoensbroek una ciutat holandesa en el municipi de Heerlen al sud-est de la província de Limburgo. Filla de Cecile i John Simons, té una germana dos anys menor, anomenada Janneke, que va néixer el mateix dia que ella. Els seus interessos per la música van començar molt aviat, al voltant dels 9 anys. Va començar tocant instruments com la flauta mentre s'iniciava com a cantant, als 14 anys va prendre classes de cant del gènere pop i jazz. Als 15 anys va escoltar l'àlbum Oceanborn de Nightwish i va quedar fascinada amb l'estil del grup, per la qual cosa va començar a estudiar cant clàssic.
Simone Simons es va unir a la banda Epica en 2002 i en aquest moment ja estava de núvia amb Mark Jansen (compositor, guitarrista, cors guturales i l'escriptor de la major part de les lletres d'Epica)però la relació va acabar a causa que ja no hi havia confiança mútua i des de l'any 2005 manté una relació amorosa amb el teclista de Kamelot (Grup amb el qual va fer una col·laboració en 2005) Oliver Palotai, qui també va reemplaçar al tecladista d'Epica Coen Janssen en algunes dates del Design Your Universe World Tour.

Simone reconeix que no ha participat en cap audició de música clàssica, però que tampoc li importaria, ella va indicar:
| « | " (…) Mi profesor de canto tiene un coro y salieron dos conciertos para Navidades y me pidió que le echara una mano pero nunca he cantado nada de ópera, ni clásica, ni nada parecido. Si alguna vez surgiera algo así y tuviera tiempo para hacerlo lo haría, pero por ahora tengo el tiempo ocupado con Epica" | » |

 També va desvelar en una entrevista realitzada en el primer DVD d'Epica We Will Take You With Us, que mai li va agradar el jazz i que la música clàssica és el que ella adora.
La bellesa i joventut de Simons és un gran reclam per a revistes, premsa i televisió.
Simone assegura que ja li han demanat:
| « | " (…) que saliera en la Playboy holandesa, pero dije que no. No me vendo a nadie. Se trata de algo privado, no es algo que deba ver todo el mundo. Mi forma de cantar también es muy íntima; no voy más allá de eso" | » |

## Carrera musical
Va cantar un temps en un cor l'any 2002, i a l'any següent va entrar a formar part de la banda Epica (coneguda com a Sahara Dust aleshores) reemplaçant a la cantant Helena Michaelsen.

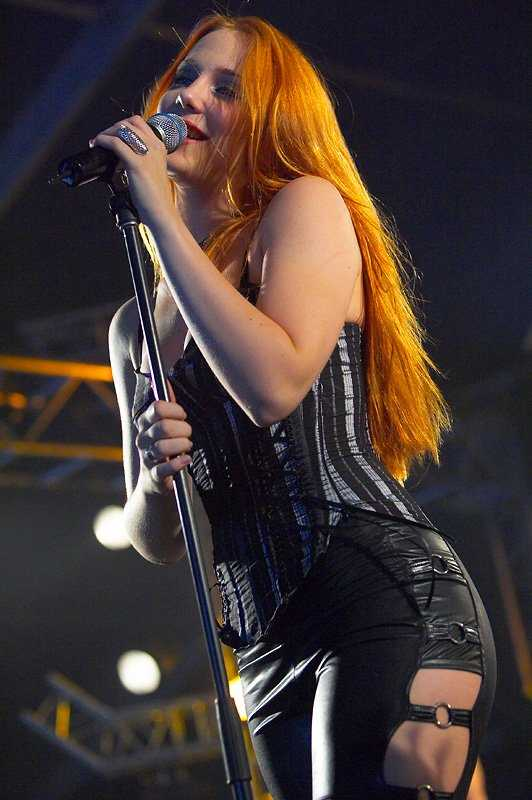
Simone Simons durant un concert.

Amb motiu del llançament del tercer disc d'estudi de la banda holandesa, The Divine Conspiracy, Simone va revelar, en una entrevista a la web Live4metall, que es tracta d'un àlbum conceptual basat en històries reals. Simone revela que «té alguna cosa a veure amb la religió. És sobre Déu, ell té proves per a la humanitat, ell crea moltes religions amb diferents déus, i al final és per adonar-nos de si la gent en veritat és conscient que tot es @tratar una sola cosa: hi ha un déu, tots els que aspiren a un déu diferent és, al cap i a l'últim, el mateix. Llavors, d'alguna manera totes les religions tenen similituds i és solament una religió gran, i la gent la va adaptar en transcórrer els anys. Cada cançó —són 13 cançons incloent la introducció— i totes i cadascuna d'elles tenen alguna cosa a veure amb el concepte. Hi ha un personatge principal que està passant per la vida i es topa amb diferents tipus de religions, i viu també els aspectes dolents sobre això i també els aspectes bons. La primera part del CD és sobre el costat dolent de l'ànima dels éssers humans, ja saps: la gent que és avara, que cau en addiccions a drogues, totes les falles que cometem els humans, i aquesta persona mor assassinat perquè té una forta opinió sobre l'Islam. Hi ha una cançó, la balada, "Safeguard to Paradise", que @tratar aquesta persona, Theo van Gogh, que era una persona molt agradable però parlava de més».
En el 2008 va tenir un recital en Miskolc juntament amb la banda on va poder cantar temes clàssics i també temes de bec kameloot arranjaments d'orquestra, a la qual cosa Simone va assegurar que va ser "el major projecte musicalment parlant per a nosaltres. Normalment no toquem amb una orquestra real i tenim els arranjaments que estan en l'àlbum sobre pistes de fons. Ara tot es va anar i vam haver d'escoltar acuradament a l'orquestra. El so de l'orquestra real i el que nosaltres usem per tocar és molt diferent i vam haver de posar una mica més d'atenció.
Va ser grandiós estar en l'escenari amb tants músics. La música cobro vida i va ser un sentiment màgic. Per a mi l'interpretar les cançons clàssiques va ser també molt especial, ja que jo tinc entrenament clàssic però mai els vaig mostrar als fans de Epica el que puc fer".
El gener del 2008, es va anunciar a la web del grup que Simone estava sofrint MRSA.
Actualment es troba de gira amb Epica presentant el seu nou disc d'estudi, The Holographic Principle.
L'any 2006, es rumoreaba que Simone seria la nova vocalista de la banda de Metall Simfònic Nightwish, per descomptat la banda va dir que no era cert, però Simone va dir que si l'hi haguessin demanat ella hagués dit de totes maneres que no, perquè no podria cantar les seves cançons amb la mateixa passió amb les quals canta les d'Epica, i a més va agregar “em vaig inspirar en Tarja Turunen per cantar, no podria ocupar el seu lloc”.
El 17 d'octubre de 2009, Epica va rebre un guardó en la categoria “millor xou” en la 7ª edició del Metall Female Voices Fest VII.

### Altres projectes i col·laboracions

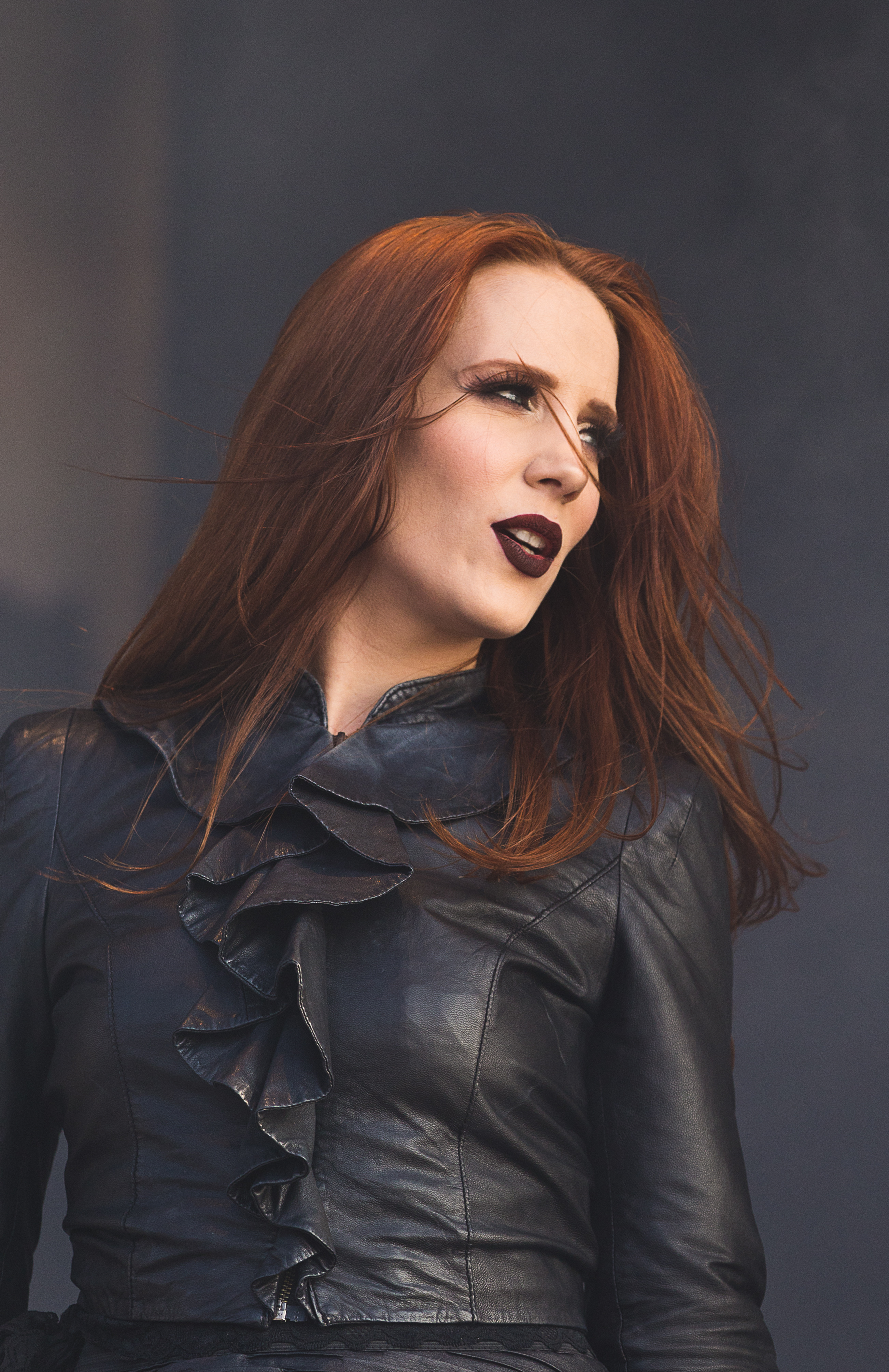
Simone Simons en el festival Rockharz, 2014.

Roy Khan, exvocalista de Kamelot, participa en un dels temes de Consign to Oblivion, i Simone va fer el propi participant en un tema de kamelot. Simone va assegurar que "coneixíem la seva música abans que Epica existís, i van utilitzar el mateix estudi que nosaltres per gravar el seu últim disc. Nosaltres havíem canviat el nom del grup a Epica just quan ells estaven gravant el seu disc anomenat Epica. Des de llavors hem tingut aquest vincle amb ells i a les dues bandes ens ha vingut bé perquè gent que els coneixia a ells i a nosaltres no, es va fixar en nosaltres, i viceversa. De vegades hi ha hagut gent que s'ha confós a causa del nom després del disc de Kamelot i gent que portava la samarreta de Kamelot d'aquest disc pensant que en realitat portava una samarreta de Epica, però des d'aquell moment Kamelot van saber de la nostra existència".
L'11 de maig de 2009 Simone va estrenar la seva pàgina web oficial.
A més d'Epica, actualment treballa en un projecte de jazz anomenat Sons of Seasons al costat d'Oliver Palotai.
Ha col·laborat amb la banda Primal Fear, prestant la seva veu en la cançó Everytime It Rains, primer dueto en la història de la banda germana. Dins de les seves participacions figura la seva veu en Aina i Ayreon en la seva cançó "Web Of Lies". També va col·laborar en l'Òpera Rock Equilibri de la banda Xystus amb el paper de Lady Sophia. Recentment va aportar amb la seva veu al nou disc de la banda Kamelot en algunes cançons i la majoria dels cors.

## Perfil vocal
(G3-C6)
Després d'haver explorat més a fons la seva veu, així com el seu timbre i altres propietats de coloratura, fa que sigui difícil per a l'oïdor classificar la seva veu en un registre en particular. En 2014, quan se li va preguntar a Simons sobre aquest tema, va contestar que a l'inici de la seva carrera va creure que era mezzosoprano, però que ara pensava que en realitat és soprano, encara que necessitaria revisar-ho amb més deteniment abans d'assegurar-ho. En viu, el seu rang vocal abasta des de G3 (nota de registre de contralto) en "Cry for the Moon" i B5 en "Unleashed", fins a arribar a la nota C6 (última nota alta del registre faig una mitjana de soprano) utilitzant les seves tècniques clàssiques.

## Vida personal
L'abril del 2013, via Facebook la banda va anunciar que Simone estába embarassada, va donar a llum al seu primer bebè amb la seva parella Oliver Palotai (teclista de la banda Kamelot), el 2 d'octubre de 2013 a les 11:26pm. El dimecres 25 de desembre de 2013, Simone anuncia en el seu blog que va contreure matrimoni amb la seva parella Oliver Palotai. Simone parla fluidament neerlandès, alemany i anglès. Li agradaria aprendre italià i espanyol.

## Discografia
Epica
- The Phantom Agony (2003)
- Consign to Oblivion (2005)
- The Divine Conspiracy (2007)
- The Classical Conspiracy (2009) (En directe)
- Design Your Universe (2009)
- Requiem for the Indifferent (2012)
- The Quantum Enigma (2014)
- The Holographic Principle (2016)
- The Solace System (2017)
- The Black Halo (2005) - Veu en "The Haunting"
- One Cold Winter's Night (2006) (DVD) - Veu en "The Haunting (Somewhere in Time)" i "Curtain Call"
- Ghost Opera (2007) - Veu en "Blücher"
- Ghost Opera - The Second Coming (2008) - Veu en "Blücher" i "The Haunting (Somewhere in Time)"
- Poetry for the Poisoned (2011) - Veu en "Poetry for the Poisoned", "House On a Hill" i "Sota Long".

Primal Fear
- New Religion (2007) - Veu en "Everytime It Rains"

Aina
- Days of Rising Doom (2003) - Veu en "Restoration"

Ayreon
- 01011001 (2008) - Veu en "Web of Lies"

Xystus
- Equilibrio (2008) - Veu en "My Song of Creation", "Destiny Unveiled" i "God of Symmetry"
- Equilibrio (2009) (DVD) - Veu en "My Song of Creation", "The Balanç Crumbles", "Destiny Unveiled", "God of Symmetry", "Represa" i "Bows"

Sons of Seasons
- Gods of Vermin (2009) - Veu en "Fallin Family", "Fall of Byzanz" i "Wintersmith"

Angra
- Secret Garden (2014) - Veu en "Secret Garden".